# Paolo Emilio Pavolini
Paolo Emilio Pavolini (ur. 10 lipca 1864 w Livorno, zm. 15 września 1942 w Quattordio) – włoski indianista, tłumacz i znawca polskiej literatury.
W latach 1901–1935 był profesorem na uniwersytecie we Florencji. Prace na temat polskiej literatury publikował we włoskiej prasie (np. w „Rivista di Cultura”). Analizował m.in. Anhellego i Ojca zadżumionych Juliusza Słowackiego, Sonety krymskie Adama Mickiewicza, twórczość Kazimierza Przerwy-Tetmajera.

## Niektóre prace
- 1906: Letterature straniere
- 1925: Aforyzmy indyjskie (przekład z sanskrytu na język polski)